# Purdy Township (Missouri)
Purdy Township est un township du comté de Barry dans le Missouri, aux États-Unis,.
En 2020, le township comptait une population de 1 835 habitants.